# Bovenste Molen (Mechelen)
De Bovenste Molen (voorheen ook Wolfsmolen genoemd) is gelegen op de Geul in de buurtschap Höfke bij het Limburgse dorp Mechelen in de Nederlandse gemeente Gulpen-Wittem. Het is een middenslagmolen. Stroomafwaarts in dezelfde plaats ligt nog een molen, die logischerwijs met de naam Onderste Molen wordt aangeduid.
Ongeveer 400 meter naar het zuidoosten staat er aan de Geul het kasteel Hurpesch.

## Geschiedenis
Op de plaats van de Bovenste Molen bevond zich reeds in de 13e eeuw een molen, die de banmolen van heerlijkheid van de Heren van Wittem was. In de Franse Tijd werd de molen in beslag genomen en openbaar verkocht. In 1807 kocht Willem Jacob Watrin de molen. Hij gebruikte zelf de korenmolen en de woning op de linkeroever. De stallen en de schuren op de rechteroever verpachtte hij. In 1828 werden deze opstallen afgebroken en vervangen door één groot gebouw, waarin Carl Joseph Hollmann, eigenaar van de Onderste Molen, zijn tweede papiermolen vestigde. Hij overleed echter in hetzelfde jaar.
In 1847 verkocht W.F. Watrin, erfgenaam van de inmiddels overleden Willem Jacob Watrin, de korenmolen met huis en verdere aanhorigheden aan de molenaar-pachter Michiel Claessens.
In 1856 werd de voormalige papiermolen verbouwd tot kunstwolmolen. De kunstwol werd vervaardigd uit uiteengerafelde lompen, vermengd met schapenwol. Het bedrijf dat de kunstwol produceerde ging in 1882 failliet.
In 1914 werd de graanmolen verplaatst naar het gebouw van de voormalige papiermolen op de rechteroever en voorzien van een Francisturbine. De ruimten op de linkeroever, waarin eerst de korenmolen was ondergebracht, werden na de verplaatsing van de molen bij het woonhuis getrokken.
De korenmolen werd uitgebreid met een door een dieselmotor aangedreven hamermolen. Het maalbedrijf duurde tot in de jaren 50.

## Restauratie
Op initiatief van de oud-burgemeester van Wittem J.J.M. Ficq, molenaar Joseph Douven en de Molenstichting Limburg werden plannen ontwikkeld om de molen te restaureren en weer een maalfunctie te geven. In 1975 werd begonnen met de restauratie. De turbine was niet meer bruikbaar en werd vervangen door een scheprad. Het ijzeren gangwerk dat in de molen werd geplaatst, is afkomstig uit de Moulin Vilvorder Forges, een industriële molen in Baelen bij Verviers.
Het scheprad en de watertoevoer werden nieuw voor de molen ontworpen, waarbij werd gekozen voor een rad met een middellijn van 6,50 m., van het type van Zuppinger.
In het voorjaar van 1978 was de restauratie van de Bovenste Molen voltooid. Helaas overleed molenaar Joseph Douven drie maanden eerder, op 21 januari 1978. Door zijn plotselinge overlijden moesten de plannen worden gewijzigd. Eind 1979 werd de molen verkocht aan de Vereniging tot Behoud van Natuurmonumenten in Nederland. Voor de exploitatie werd de Stichting De Bovenste Molen opgericht. Begin 1981 werd met de verdere inrichting van de molen begonnen, gebaseerd op het malen van biologische tarwe en de bewerking van een aantal graanproducten voor natuurvoedingswinkels.

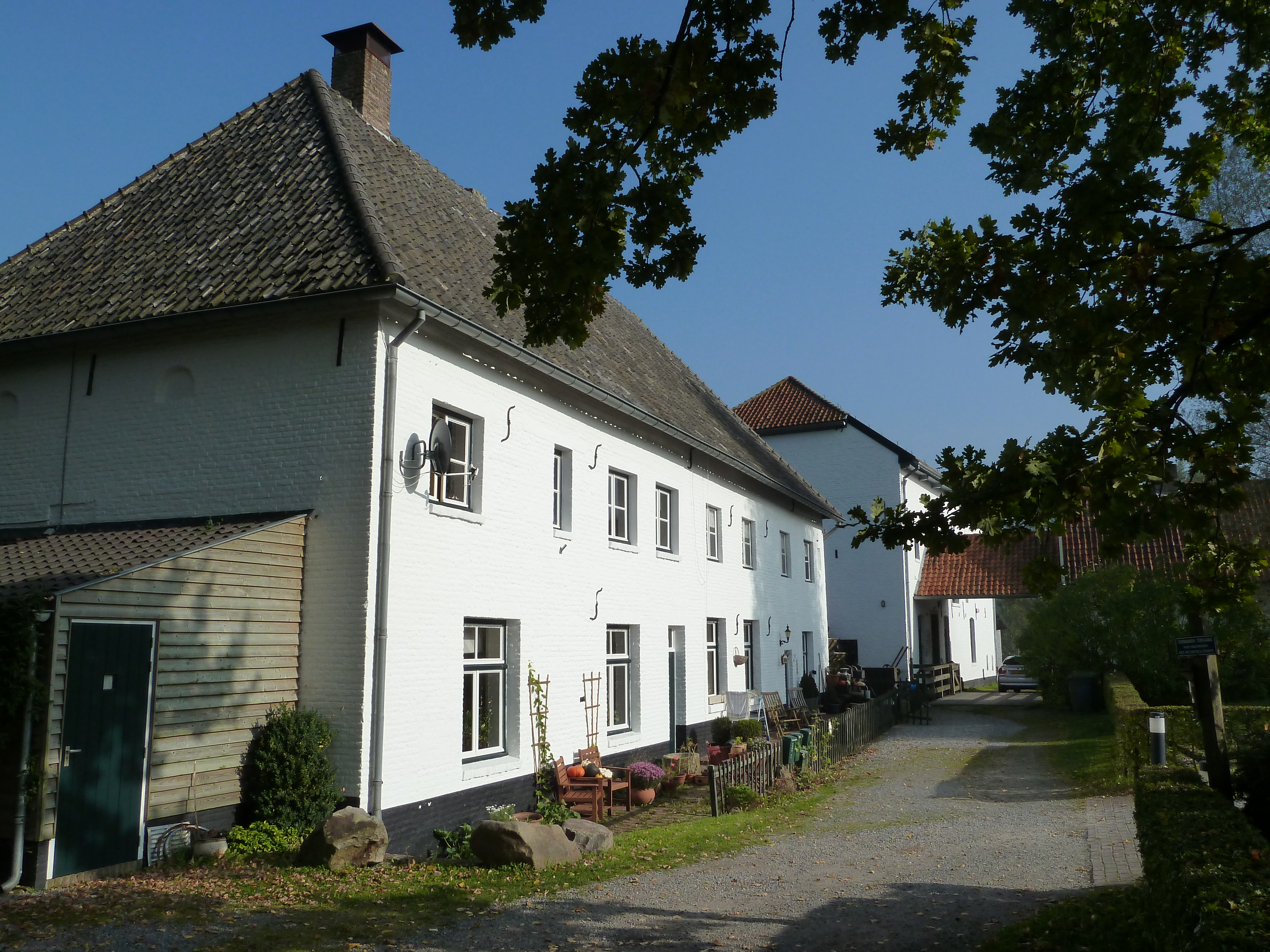
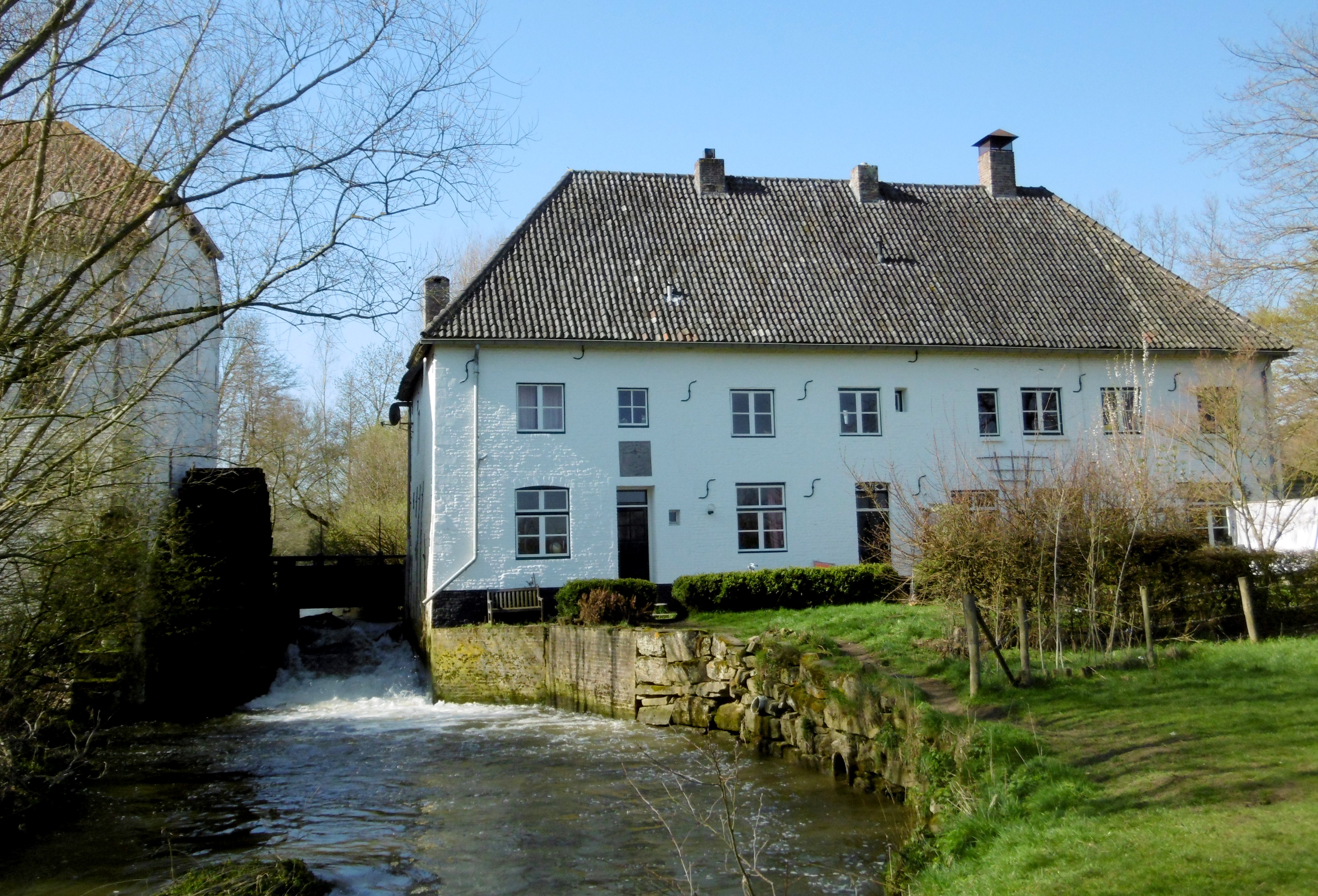
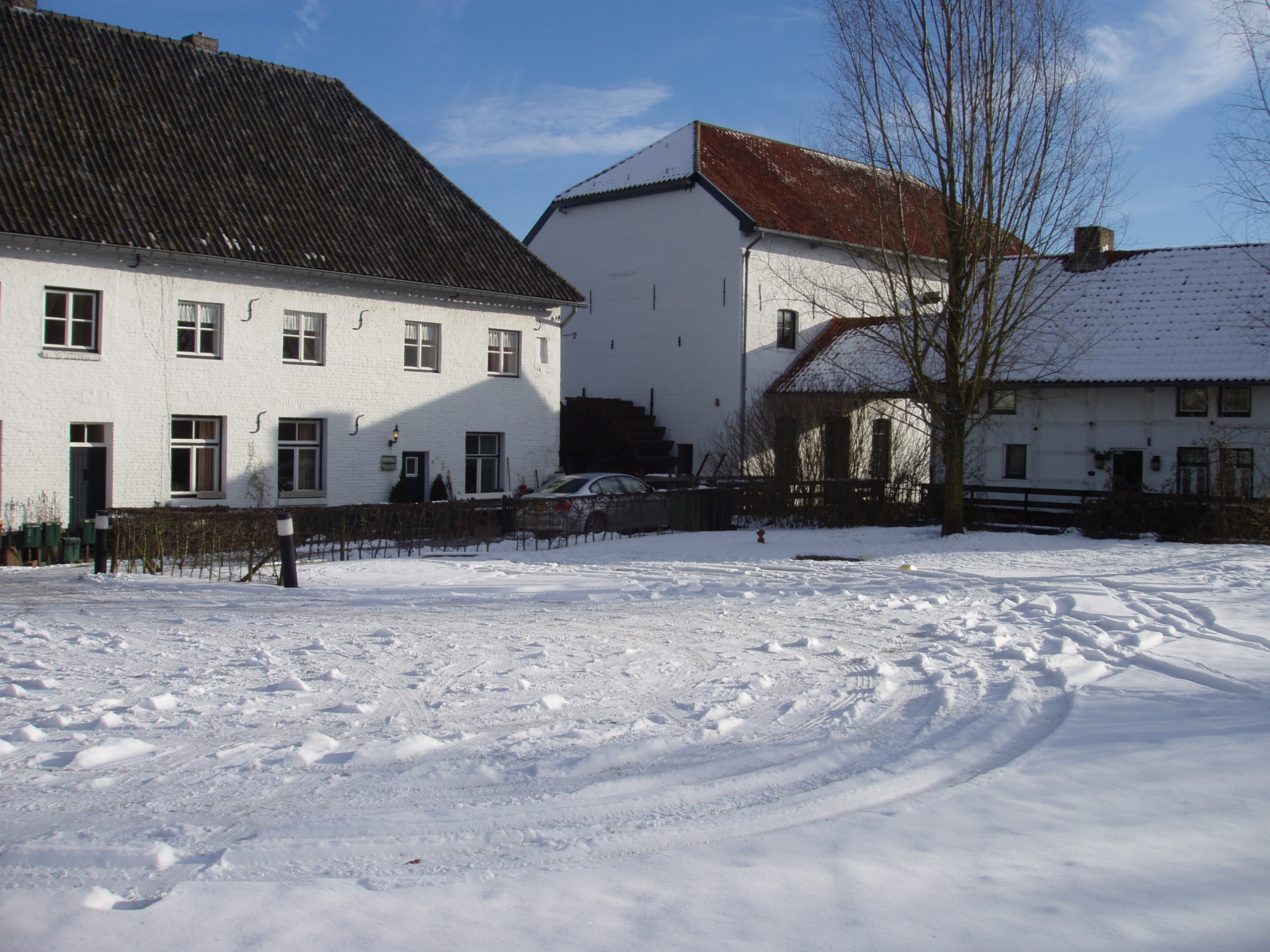
In de sneeuw